# Beth Sarim
Beth Sarim (dall'ebraico בית שרים "Casa dei principi") è una villa con dieci stanze da letto situata a San Diego, in California, costruita nel 1929 in previsione della risurrezione di svariati patriarchi biblici e profeti dell'Antico Testamento come Abramo, Mosè, Davide, Isaia e Samuele. È stata in possesso della Società Torre di Guardia, l'organizzazione principale utilizzata dai Testimoni di Geova, ed è stata usata come residenza invernale ed ufficio del presidente della società Joseph Franklin Rutherford. La villa è stata venduta a privati nel 1948.

## Contesto

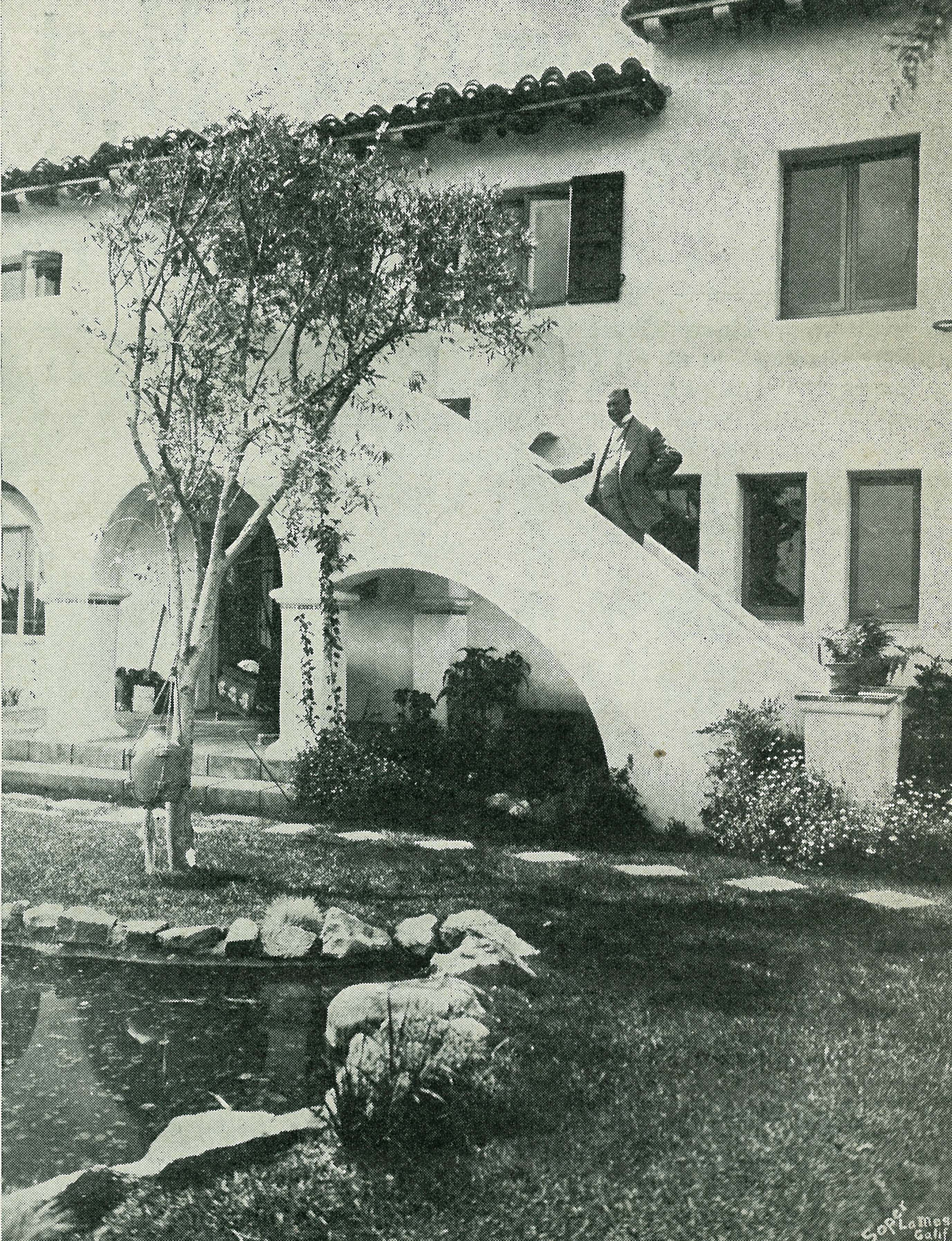
Rutherford in posa sulla scalinata esterna a Beth Sarim, poco dopo la sua costruzione

Nel 1918, sotto la direzione di Rutherford, le pubblicazioni della società Watch Tower cominciarono a predire che i patriarchi dell'Antico Testamento o "principi" sarebbero stati risuscitati a vita terrena nel 1925. Veniva insegnato che questi "principi" sarebbero divenuti i nuovi leader sulla terra e che la loro risurrezione sarebbe stata un preludio per l'inaugurazione di una nuova società terrena e dell'abolizione della morte. (Era stato insegnato precedentemente che queste persone dovevano essere resuscitate poco dopo il 1914.) Questi "principi" avrebbero usato Gerusalemme come capitale, ma alcuni di loro sarebbero stati dislocati in altre "parti principali della terra". Nonostante il fallimento di questa previsione, Rutherford continuò a predicare l'imminente ritorno dei "principi".

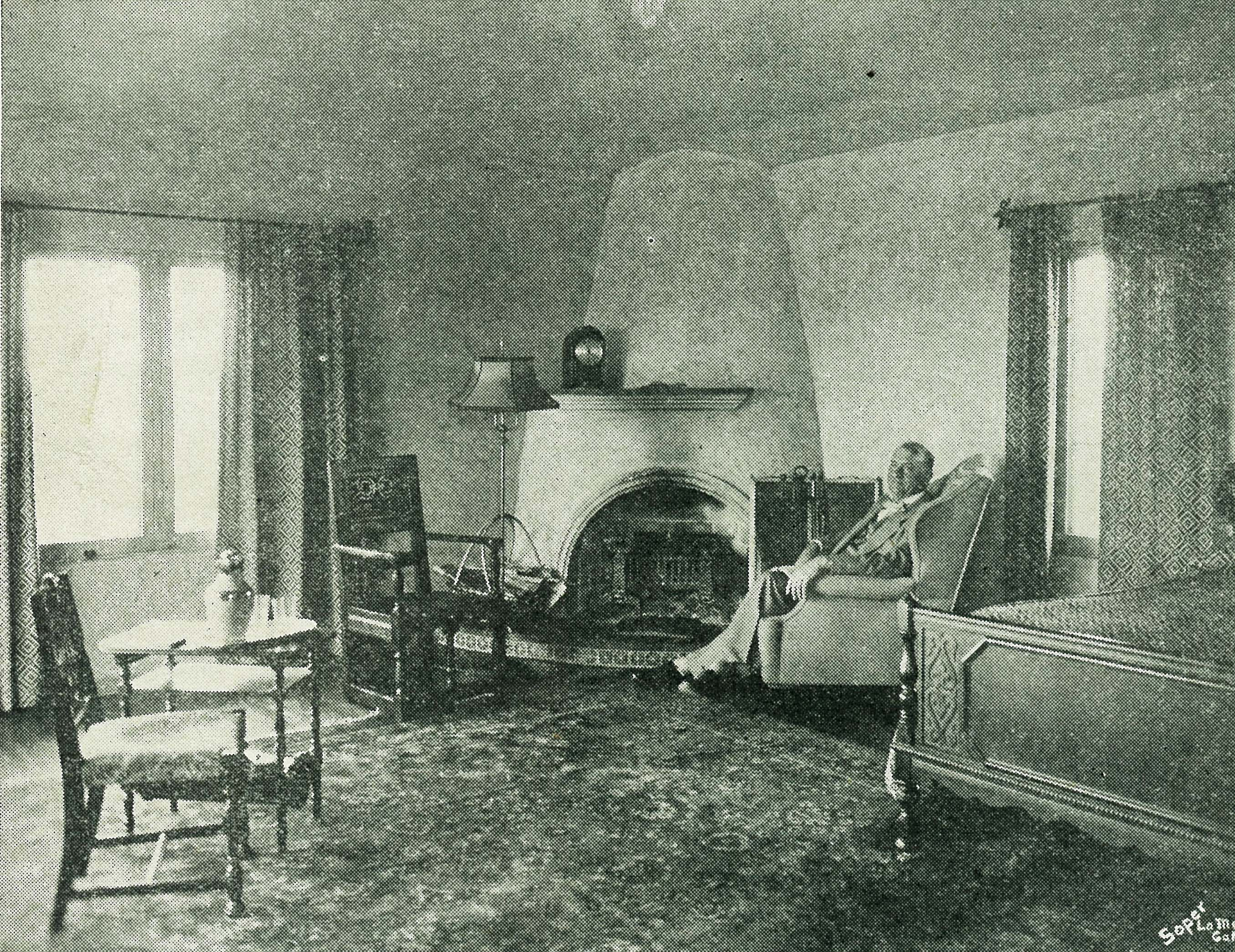
J. F. Rutherford a Beth Sarim

Durante questo periodo, Rutherford passava gli inverni a San Diego per motivi di salute, e "col tempo, fu fatta una contribuzione diretta con lo scopo di costruire una casa a San Diego ad utilizzo del fratello Rutherford". La proprietà fu acquisita nell'ottobre 1929 da Robert J Marten e fu ceduta a Rutherford a dicembre per la cifra nominale di 10 $ (equivalente odierno 139 $). La casa fu costruita quell'anno. Rutherford chiamò la proprietà Beth Sarim e la dedicò ad uso degli attesi "principi" dell'Antico Testamento, che avrebbero adesso fissato la sede a San Diego invece che a Gerusalemme. L'atto di Beth Sarim, scritto da Rutherford, diceva che la proprietà sarebbe stata mantenuta "in amministrazione fiduciaria perpetua" per i "principi" dell'Antico Testamento e sarebbe stata ad essi consegnata, al loro arrivo. Era situata nella sezione Kensington Heights di San Diego su una superficie di circa 100 acri (0,40 km²), con una veduta su olivi, palme e palme da datteri, così che i "principi" si potessero "sentire a casa propria". La residenza da 5 100 piedi quadri (470 m²), progettata dall'architetto sandieghino Richard S. Requa, è una residenza spagnola con adiacente un garage a due posti. I costi di costruzione al tempo furono di circa 25 000 $ (equivalente odierno 349 000 $). Scrivendo nel libro Salvezza nel 1939, Rutherford spiegò che Beth Sarim sarebbe per sempre stata usata dai "principi" resuscitati.

## Occupazione

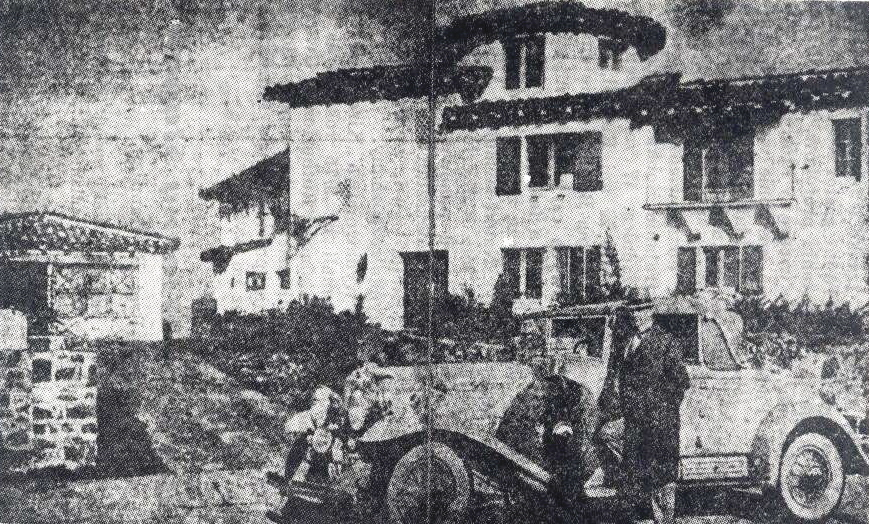
Rutherford con la sua Cadillac coupe di fronte a Beth Sarim

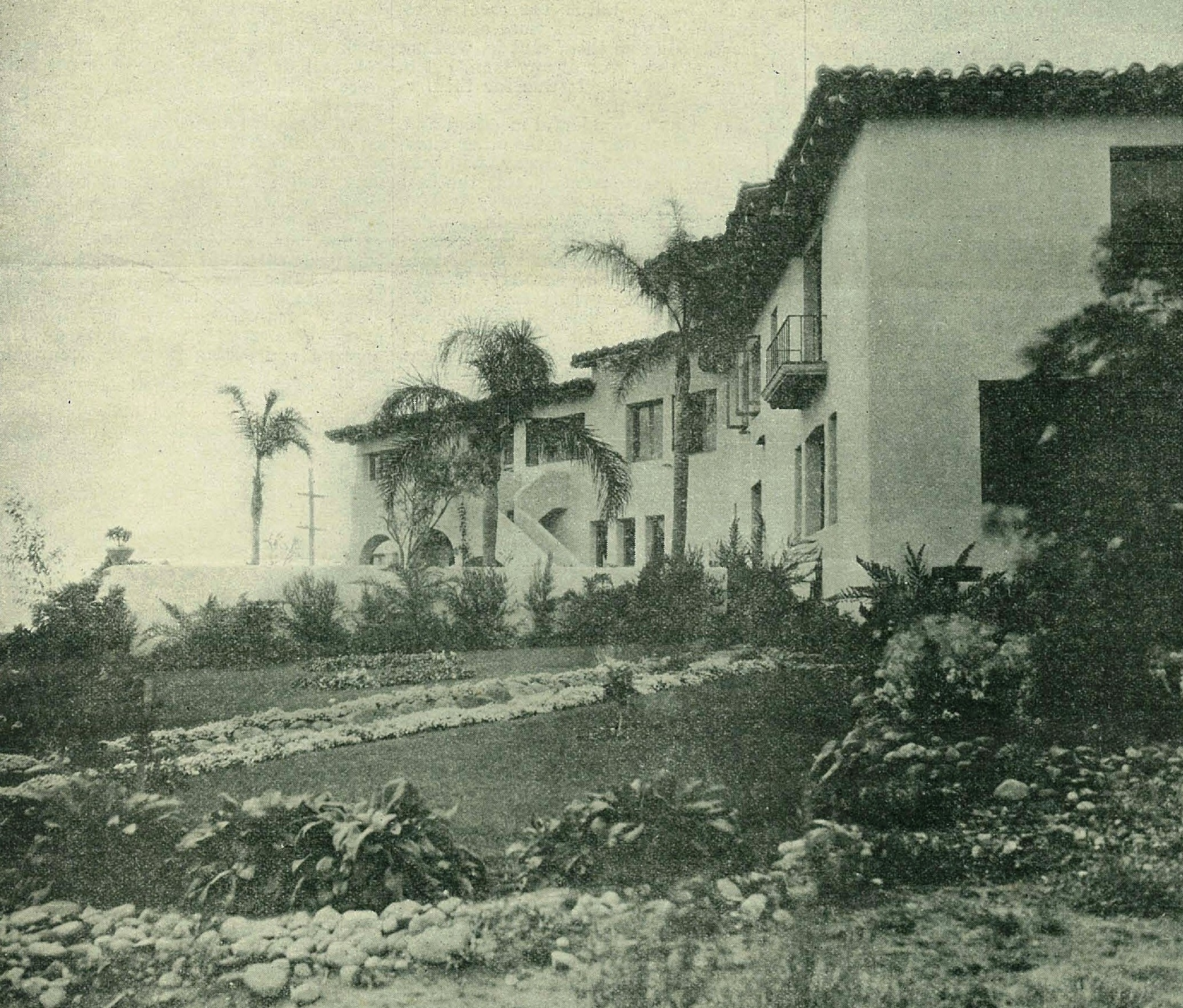
Beth Sarim raffigurata su Il Messaggero, pubblicato dalla Watchtower nel 1931

Rutherford si trasferì a Beth Sarim agli inizi del 1930 servendo come custode della proprietà, aspettando la risurrezione dei "principi". I giornali dell'epoca riportavano sullo stile di vita sfarzoso di Rutherford, che includeva una Cadillac coupe Fisher Fleetwood a 16 cilindri. La residenza fu citata da Olin R. Moyle, ex-legale dei Testimoni di Geova, in una lettera indirizzata a Rutherford nel 1939, come uno degli esempi della "differenza tra le sistemazioni messe a disposizione per te e i tuoi assistenti, rispetto a quelle messe a disposizione dei tuoi fratelli". Anche Walter F. Salter, ex-manager della filiale canadese della società Watch Tower, ha criticato l'utilizzo di Beth Sarim da parte di Rutherford. Una risposta alle critiche di Salter fu pubblicata il 2 maggio 1937, sulla rivista L'Età d'Oro, con una fotocopia di una lettera da parte di W. E. Van Amburgh, segretario tesoriere della società Watch Tower, che recitava:
La rivista Consolazione (che ha succeduto L'Età d'Oro) spiegava che Beth Sarim serviva come quartier generale invernale di Rutherford:

## Sepoltura di Rutherford
Rutherford morì a Beth Sarim l'8 gennaio 1942, all'età di 72 anni. Dopo la morte, la sepoltura di Rutherford fu rimandata per tre mesi e mezzo a causa di procedimenti legali dovuti al suo voler essere seppellito a Beth Sarim, desiderio che aveva espresso precedentemente a tre consiglieri del quartier generale di Brooklyn a lui vicini. L'avvocato della Watchtower Hayden C. Covington ha spiegato così il suo ruolo nella causa: "Ho presentato istanza di causa nelle corti di San Diego per obbligarli a farcelo seppellire lì fuori su quella proprietà. Il Giudice Mundo, che era il giudice dell'alta corte, l'ha esaminata e ha passato la palla, saltando da una cosa all'altra, da una tecnicità all'altra, e finalmente dopo aver esaminato la materia in modo ragionevole Bill, Bonnie, Nathan e tutti noi abbiamo deciso di aver lottato abbastanza, e che sembrava fosse il volere di Dio che riportassimo il corpo a Brooklyn, per seppellirlo a Staten Island, e così abbiamo fatto." I Testimoni di Geova raccolsero oltre 14.000 firme su una petizione per far sì che il desiderio di Rutherford venisse concesso. L'edizione di Consolazione del 27 maggio 1942 spiegava:
Consolazione condannò le autorità della Contea di San Diego per il loro rifiuto di acconsentire un permesso per la sepoltura di Rutherford a Beth Sarim o su una proprietà vicina di nome Beth Shan, anch'essa di proprietà della società Watchtower:
Dopo aver esaurito gli appelli, Consolazione affermava che i resti di Rutherford furono portati a New York dove furono seppelliti il 25 aprile 1942. Alcuni critici hanno speculato che Rutherford sia stato segretamente sepolto a Beth Sarim. L'edizione del 4 maggio 1942 del Time indicava il luogo di sepoltura di Rutherford a Rossville, New York, nel distretto di Staten Island; una zona di sepoltura privata per i volontari di filiale della Watch Tower si trova lungo la Woodrow Road. La posizione esatta del sepolcro non è indicata; nel 2002, un custode del Woodrow United Methodist Church and Cemetery (un cimitero adiacente) rispose a una richiesta a proposito della zona di sepoltura della Watch Tower dicendo "Non saprei dire chi ci è sepolto perché non c'è alcuna indicazione o lapide o altro."

## Vendita della proprietà

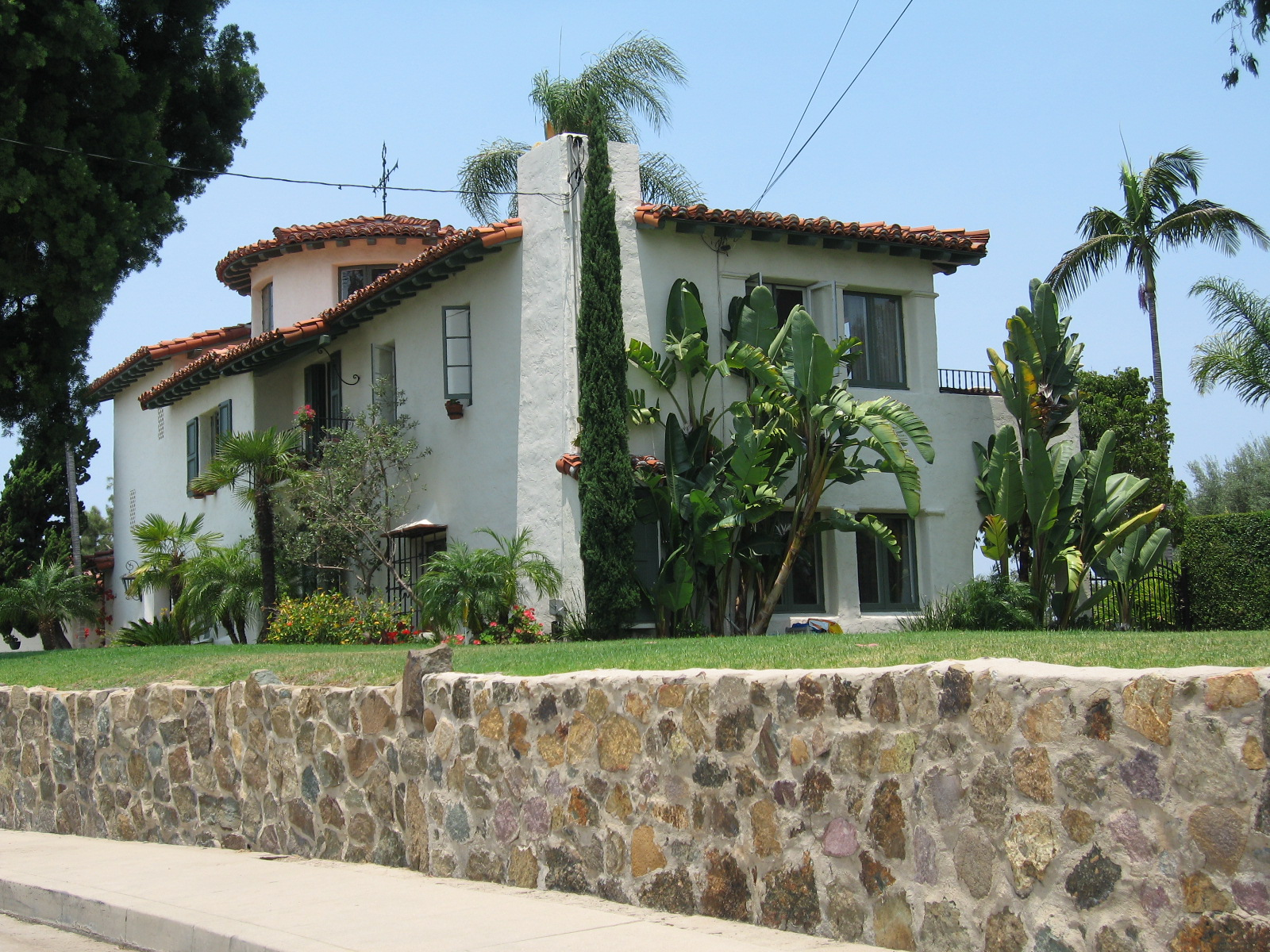
Beth Sarim nel 2008

Dopo la morte di Rutherford, la società Watchtower ha mantenuto Beth Sarim per alcuni anni, prima di vendere la proprietà nel 1948. La credenza secondo la quale i "principi" sarebbero stati risuscitati prima di Armageddon fu abbandonata nel 1950. Nel 1954, durante un processo in Scozia, quando interrogato sul perché la proprietà era stata venduta, Frederick William Franz—l'allora vice presidente della società Watch Tower—spiegò:
La residenza è ora una proprietà privata ed è stata identificata come Luogo Storico numero 474 dalla Città di San Diego.